# لی میتسویی
لی میتسو ای (به ژاپنی: 李 密翳 り みつえい) یا لی میتسویی، او فردی در دوره نارا بود. او تنها شخص ایرانی است که نام او در شوکو نیهونگی ذکر شده است.

## یکسان بودن با هاشی نو کیومیچی
شوکو نیهونگی گزارش می‌دهد که در اوت ۷۳۶، ناکاتومی نادای، معاون فرستاده به تانگ چین، که به ژاپن بازگشت، او همراه با «سه چینی و یک ایرانی» با امپراتور شومو دیدار و گفتگو داشت. در نوامبر همان سال، زمانی که به فرستادگان تانگ چین، از جمله ناکاتومی نادای، القاب داده شد، به لی میتسو ای ایرانی نیز عنوانی اعطا شد. این تنها ثبت لی میتسو ای در شوکو نیهونگی است و مکان بعدی او مشخص نیست.
فاصله بین دیدار لی میتسو ای با امپراتور شومو و سال حک شده روی لوح کشف شده حدود ۳۰ سال است. آکیهیرو واتانابه بیان می‌کند که «هاشی نو کیومیچی ممکن است خود لی میتسو ای یا یکی از اعضای خانواده یا خدمتکاران او بوده باشد».
مانند سلف خود  گنزو هاشی داچیا یا «دارا»، ری میتسویی شخصیتی اسرارآمیز است که اطلاعات کمی در مورد او وجود دارد، اما حدس های زیادی در مورد او وجود دارد که توسط ری میتسویی به عنوان یک مبلغ مسیحی یا پزشک سریانی دیده می شود از آنجایی که او از امپراتور بازدید کرد و درجه دریافت کرد، بعید به نظر می رسد که او در نقش مذهبی به ژاپن آمده باشد، اما به احتمال زیاد به نظر می رسد که او در یک زمینه سکولار مشغول بوده است، شاید به تحصیلات مرتبط باشد، یا همانطور که رینوی می گوید احتمالاً اندکی پس از آمدن به ژاپن درگذشت.126 علاوه بر این، زیرا نام او در شوکو نیهونگی ثبت شد و به دلیل رتبه ای که دریافت کرد، احتمالاً از موقعیت اجتماعی بالایی برخوردار بود.
از دانشی که پیرامون این شخصیت وجود دارد که حتی نام اصلی او نیز مورد بحث است نام خانوادگی او احتمالاً فارسی چینی رایج، Lǐ بوده است، در حالی که نام کوچک او احتمالاً از میترایی گرفته شده است.